# Yuri Manin
Yuri Ivanovitch Manin (em russo:  Ю́рий Ива́нович Ма́нин; Simferopol, 16 de fevereiro de 1937 – 7 de janeiro de 2023) foi um matemático russo, conhecido por seu trabalho em geometria algébrica e geometria diofantina, e muitos trabalhos expositivos que vão da lógica, matemática à física teórica. Além disso, Manin foi um dos primeiros a propor a ideia de um computador quântico em 1980 com seu livro Computable and Uncomputable.

## Trabalhos
- Manin: Selected works with commentary, World Scientific 1996
- Manin: Mathematics as metaphor - selected essays, American Mathematical Society 2009
- Manin: Rational points of algebraic curves over function fields. AMS translations 1966 (Mordell conjecture for function fields)
- Manin: Algebraic topology of algebraic varieties. Russian Mathematical Surveys 1965
- Manin: Modular forms and Number Theory. International Congress of Mathematicians, Helsinki 1978
- Manin: Frobenius manifolds, quantum cohomology, and moduli spaces, American Mathematical Society 1999[2]
- Manin: Quantum groups and non commutative geometry, Montreal, Centre de Recherches Mathématiques, 1988
- Manin: Topics in non-commutative geometry, Princeton University Press 1991[3]
- Manin: Gauge field theory and complex geometry. Springer 1988 (Grundlehren der mathematischen Wissenschaften)[4]
- Manin: Cubic forms - algebra, geometry, arithmetics, North Holland 1986
- Manin: A course in mathematical logic, Springer 1977,[5] segunda edição ampliada com novos capítulos do autor e Boris Zilber, Springer 2010.
- Manin: The provable and the unprovable (Russ.), Moscou 1979
- Manin: Computable and Uncomputable (Russ.), Moscou 1980 Arxiv
- Manin: Mathematics and physics, Birkhäuser 1981
- Manin: New dimensions in geometry. in Arbeitstagung Bonn 1984,Notas de Aula de Matemática Vol. 1111, Springer Verlag
- Manin, Alexei Ivanovich Kostrikin: Linear algebra and geometry, Gordon e Breach 1989
- Manin, Sergei Gelfand: Homological algebra, Springer 1994 (Encyclopedia of mathematical sciences).
- Manin, Sergei Gelfand: Methods of Homological algebra, Springer 1996
- Manin, Igor Kobzarev: Elementary Particles: mathematics, physics and philosophy, Dordrecht, Kluwer, 1989 (Este livro é introdutório.)
- Manin, Alexei A. Panchishkin: Introduction to Number theory, Springer Verlag 1995, 2nd edn. 2005
- Manin Moduli, Motives, Mirrors, 3. European Congress Math. Barcelona 2000, Palestra plenária
- Manin Classical computing, quantum computing and Shor´s factoring algorithm, Bourbaki Seminar 1999
- Manin Von Zahlen und Figuren 2002
- Manin, Matilde Marcolli Holography principle and arithmetic of algebraic curves, 2002
- Manin 3-dimensional hyperbolic geometry as infinite-adic Arakelov geometry, Inventiones Mathematicae 1991

## Morte
Manin morreu no dia 7 de janeiro de 2023, aos 85 anos.